# Đỗ Nguyệt Sanh
Đỗ Nguyệt Sanh hay Đỗ Nguyệt Sênh  (tiếng Hoa: 杜月笙; Wade–Giles: Tu Yüeh-sheng; Cantonese Yale: Dou Yut-sang), thường được biết tới với biệt danh "Đỗ Đại Nhĩ" (21 tháng 8 năm 1888 - 16 tháng 8 năm 1951) là một trùm Xã hội đen cùng cộng tác với Tưởng Giới Thạch chống Cộng sản trong những năm 1920, và cũng là một nhân vật quan trọng trong Chiến tranh Trung-Nhật. Sau khi Nội chiến Trung Hoa kết thúc và Trung Hoa Dân Quốc dời sang Đài Loan, Đỗ Nguyệt Sanh lưu vong sang Hồng Kông tới khi mất năm 1951.

## Về tên gọi
Ghi bằng chữ Hán, chữ Sênh (cũng đọc âm là Sinh) trong tên gồm bộ trúc phía trên, chữ sinh nằm dưới có nghĩa là chiếc sinh tiền, loại mộc khí dùng giữ nhịp trong giàn nhạc ngũ âm. Chữ Sênh (Sinh) đọc âm cũng gần như giống hoàn toàn với chữ "Thăng". Khi phiên âm tiếng Anh, tên ông được đọc là Du Yuesheng. Điều này gây ra một sự nhầm lẫn khiến một số tài liệu, tác giả - nhất là người phương Tây - đã hiểu nhầm nghĩa của từ Du Yuesheng - Đỗ Nguyệt Sênh mà ký âm ngược trở lại thành Đỗ Nguyệt Thăng. Đến ngày 18/10/1930, nhà đương cục Tô giới Pháp tại Thượng Hải tấn phong và công bố y trở thành Đổng sự Trung Hoa khu Tô giới cũng với tên Đỗ Dung. Tuy nhiên, cả trong ấn chương cá nhân và tên tuổi trên giang hồ, người ta vẫn quen gọi ông bằng nhũ danh Đỗ Nguyệt Sênh.

## Tiểu sử

### Thời trẻ
Sinh ra tại Cao Kiều, một thị trấn nhỏ phía đông Thượng Hải, gia đình Đỗ chuyển về Thượng Hải năm 1889. Khi lên 9, Đỗ trở thành trẻ mồ côi – mẹ ông chết khi sinh con, chị gái bị bán làm nô lệ, cha ông mất, và mẹ kế biến mất – ông bị gửi về Cao Kiều và được bà nội nuôi dưỡng. Ông trở về Thượng Hải năm 1902, làm việc tại hãng buôn hoa quả Hồng Nguyên Thịnh (Dah Yeu Fruit Hong) nằm trên phố 16, khu Nan Tao (Nam Đảo) của Thượng Hải đến khi bị đuổi vì ăn cắp. Nhanh chóng, ông lại được Phan Nguyên Thịnh, một hãng buôn hoa quả có tiếng khác tiếp nhận vào vị trí nhân viên bán hàng. Tại đây, Đỗ chơi thân với một tên du đãng tên là Đồng A San. Sau 4 năm quen biết, ông quyết định dọn về sống chung cùng A San tại  "Tian Song Lodging House" (Nhà nghỉ Thiên Thống). Thực chất, đây là một nhà chứa bình dân. A San sống, đồng thời làm bảo kê, chăn dắt gái ở đó. ông là thành viên của băng Bác Cổ bang - một băng con của Thanh Bang.

### Gia nhập Thanh Bang[2]
Đỗ được bang hội bố trí tá túc và coi sóc an ninh khu vực nhà bếp của nhà nghỉ, đặt dưới quyền sai phái của phu nhân Hoàng lão đại. Xấu trai nhưng lanh lợi, tính tình lại liều lĩnh, Đỗ nhanh chóng được Hoàng phu nhân để mắt, tin cậy và nâng đỡ. Lúc này, mối quan tâm của Hoàng Kim Vinh - ông trùm Thanh Bang Hội là cô đào hát trẻ tuổi Lộ Lan Xuân và xinh đẹp chứ không phải bà vợ cả già nua nữa. Đi đâu Hoàng phu nhân cũng sai Đỗ tháp tùng. Không ít lần, Đỗ Nguyệt Sênh cứu thoát Hoàng phu nhân trong nhiều tình huống nguy hiểm do các băng nhóm đối thủ của Hoàng Kim Vinh gây nên. Nhờ sự nâng đỡ của Hoàng phu nhân, Đỗ Nguyệt Sênh đã được Hoàng Kim Vinh trọng dụng. Đỗ được giao cho nhiều nhiệm vụ quan trọng, chủ yếu là chỉ huy đám bảo kê trong các cuộc thanh trừng hoặc gây chiến giành lãnh địa với các băng đảng khác.

### Lên nắm quyền, tạo lập đế chếNha phiến
Một đêm có nhã hứng, "Tứ đại quốc dân công tử"  Lư Tiểu Gia cùng tùy tùng đến nhà hát Thiên Cung xem Lộ Lan Xuân biểu diễn. Đến không báo trước, không xưng danh, phía nhà hát không chú ý, việc đón tiếp không được như ý. Giữa chừng buổi diễn, Lư Tiểu Gia bỗng đột ngột đứng dậy quát tháo, chê Lộ Lan Xuân hát dở. Chưa hết, gã còn công nhiên đuổi cô đào ra khỏi sân khấu. Cũng có mặt dự khán suất hát, Hoàng Kim Vinh ra lệnh hàng chục vệ sĩ xuất hiện. Cả Lư Tiểu Gia lẫn đám tùy tùng đều bị Bác Cổ Bang đánh rồi ném ra đường. Dù vậy, Lư Tiểu Gia vẫn quyết không xưng danh hay xin lỗi, không quên đe dọa sẽ quay lại san bằng nhà hát Thiên Cung. Hai đêm sau, Hoàng Kim Vinh bị bắt chở đến giam tại đồn Long Hoa, đánh đập và bỏ đói tàn nhẫn, không coi vị thế trùm Thanh Bang lẫn chức vụ Đốc sát trưởng của ông là gì cả. Lư Tiểu Gia đích thân tìm đến tận Tổng bộ Tuần Bổ tuyên bố: "Đốc chưởng nhân của các người là do ta bắt, sống chết là do ta định. Muốn y toàn mạng, kêu hết vợ con y cùng toàn bộ chỉ huy Tuần Bổ đến sân trại Lữ đoàn số 7 (Quân đoàn số 4) của ta dập đầu tạ tội, biết đâu ta sẽ động lòng mà không giết".
Đỗ Nguyệt Sênh vội tìm đến Trương Tiêu Lâm, ông trùm số 2 của Thanh Bang, đồng thời là người đang nắm toàn bộ cảnh sát trong khu Tô giới Anh nhờ giúp thương lượng. Mang theo 500.000 USD do Đỗ Nguyệt Sênh cấp, Trương Tiêu Lâm đã tìm đến Lư Vĩnh Tường, cha của Lư Tiểu Gia nhờ Đại soái khuyên giải Thiếu soái giúp. Bản thân Đỗ Nguyệt Sênh chỉ dẫn theo một tốp vệ sĩ 10 người vào doanh trại Lữ đoàn 7 gặp Lư Tiểu Gia. Đỗ vừa biếu tiền, vừa thuyết phục, lại vừa đe dọa Lư Tiểu Gia. Thứ nhất sỉ nhục Hoàng lão đại vậy là quá đủ. Thứ hai, Thanh Bang quyết sẽ không ngồi yên để cho đầu lĩnh của họ bị sỉ nhục. Nếu Thanh Bang khởi loạn, quân đội quân phiệt các hệ sẽ không can thiệp, không ủng hộ Phụng hệ. Lúc đó, thân cô thế cô, viện binh Triết Giang lại ở xa, một mình quân Lữ đoàn 7 e khó lòng đương cự nổi. Chưa kể, toàn bộ cảnh sát Thượng Hải có vũ trang cũng một lòng cứu chủ.
Sau mấy ngày, cơn giận đã nguôi, Lư Tiểu Gia nhận rất rõ nguy cơ thập diện mai phục, tứ bề thọ địch, bèn chấp nhận các điều kiện thương thảo của Đỗ. Hoàng Kim Vinh được thả, đổi lại, việc buôn bán thuốc phiện của Thanh Bang từ đây phải có phần chia cho quân phiệt Phụng hệ. Lư Thiếu soái chỉ đồng ý bàn chuyện cùng Thanh Bang qua Đỗ Nguyệt Sênh.
Như đã thỏa thuận khi cần đổi tự do, bất đắc dĩ Hoàng Kim Vinh đã gần như giao hết quyền lực bang hội cho Đỗ Nguyệt Sênh, bằng lòng lùi lại đứng ngang Trương Tiêu Lâm, mỗi người nắm quyền lực cảnh sát trong một vùng Tô giới.
Đến năm 1923, quyền lực Thượng Hải đã hoàn toàn do Thanh Bang nắm giữ. Nội các tam đầu chế Thượng Hải hình thành với quyền lực chia đều ra ba ông chủ Hoàng Kim Vinh - Trương Tiêu Lâm - Đỗ Nguyệt Sênh. Tên xếp thứ ba chẳng qua do Đỗ ít tuổi nhất. Kỳ thực, Đỗ mới đích thị là ông trùm của mọi ông trùm vì nắm quyền điều khiển mọi băng đảng Xã hội đen, cũng là người chỉ huy toàn bộ mạng lưới buôn bán điều chế - cung cấp thuốc phiện và Heroin tại Thượng Hải. Vào thời điểm đó, thuốc phiện vẫn là nguồn lợi béo bở nhất tạo nên quyền lực, bất cứ một bang phái nào ở Thượng Hải cũng muốn độc chiếm.
Đỗ Nguyệt Sênh thăng tiến và giàu lên rất nhanh. Năm 1911, mới vào giang hồ đầu quân cho băng Bác Cổ, chỉ sau 7 năm, đến năm 1918, Đỗ Nguyệt Sênh đã sắm được du thuyền riêng để dạo chơi trên Trường Giang.
Năm 1936, để khuếch trương uy thế và xoá mờ lai lịch bần hàn, Đỗ bỏ tiền mua hẳn một khu đất nông nghiệp xây một toà dinh thự lớn vừa làm nơi ở, vừa làm nhà thờ tổ và tổ chức một bữa tiệc khánh thành 3 ngày liền. Đó là một trong những lễ khánh thành hoành tráng nhất Thượng Hải, với hàng trăm nhân vật tiếng tăm trong chính quyền và xã hội tham dự. Trong toà kiến trúc này có bố trí những phòng lớn để làm phòng tiếp khách, phòng hội họp, phòng chơi bài và cả một sàn nhảy lớn. Những toà nhà phụ hai bên hông được Đỗ Nguyệt Sênh bố trí thành kho. Một bên thường xuyên chất đầy Thuốc phiện và bên kia là kho Thuốc nổ, súng đạn đủ để trang bị cùng lúc cho cả Tiểu đoàn. Tòa nhà nguy nga này có hàng chục phòng lớn nhỏ, được thiết kế pha tạp giữa kiến trúc cung đình đời Nhà Minh và kiến trúc hiện đại kiểu Phương Tây. Dinh thự ngày nay là khách sạn Đồng Hồ (Donghu Hotel) ở Thượng Hải.
Thời điểm đó, chính quyền Thực dân Anh, Pháp cũng giở chiêu bài Mị dân, phát động phong trào "tân sinh hoạt", kêu gọi dân chúng bãi bỏ uống rượu và hút thuốc phiện. Cảnh sát Thượng Hải dưới quyền điều khiển của Hoàng Kim Vinh, Trương Tiêu Lâm cũng bắt, phạt rất nặng bất kỳ ai buôn bán hay sử dụng thuốc phiện. Thị trường cho xã hội đen thao túng đã được chính quyền bày sẵn. Đỗ đã cho nhập heroin từ Marseille về Thượng Hải. Ban đầu, heroin được nhập về dưới dạng "hồng phiến" (đừng nhầm lẫn với Methamphetamin ngày nay). Công thức để bào chế được 10.000 liều "thuốc cai nghiện" của Đỗ Nguyệt Sênh là 5 ounce heroin, 5 ounce cafein, 1 ounce quinin (thuốc trị sốt rét), 1 ounce đường kết tinh, 48 ounce đường trích ly từ sữa và 0,5 ounce strychnine (hóa chất dùng cho thuộc da).
Hồng phiến được Đỗ quảng cáo rầm rộ như "loại thuốc cai nghiện thuốc phiện tốt nhất thế giới". Liều dùng hồng phiến rẻ hơn nhiều so với dùng thuốc phiện (chỉ bằng 40%), tác dụng phê đến nhanh, cho nên 70% con nghiện đã quay lưng với thuốc phiện để dùng "thuốc cai nghiện" của Đỗ.
Năm 1925, công ước Geneve đã loại bỏ thế hợp pháp của heroin trên toàn thế giới. Việc nhập heroin từ châu Âu trở nên khó khăn hơn, Đỗ Nguyệt Sênh đã tổ chức điều chế tại chỗ. Các tỉnh Vân Nam, Quý Châu Tứ Xuyên thành nguồn cung cấp nguyên liệu bào chế heroin cho Đỗ tại Thượng Hải. Từ 1925 đến 1929, Đỗ đã cho nhập về Thượng Hải tới 1,3 tấn strychnine, 24 tấn cafein và gần 1,5 tấn heroin, tất cả đều được dùng để bào chế "thuốc cai nghiện". Hậu quả là 100.000 người trong số 3,5 triệu dân Thượng Hải bị nghiện. Số còn lại, Đỗ bán vào nội địa và xuất khẩu sang Hoa Kỳ, cung cấp cho 200.000 con nghiện. Từ năm 1928 - 1933, dưới sự điều khiển của Đỗ, Thanh Bang hội đã chưng cất được 10,6 tấn hồng phiến. Đến cuối thập niên 1920, Đỗ Nguyệt Sênh đã trở thành nhà cung cấp heroin chính cho Hoa Kỳ.

### Liên minh vớiTrung Quốc Quốc dân Đảng
Từ khi mới làm bảo kê sòng bạc - nhà chứa, Đỗ đã chơi thân và ưa giúp đỡ hai con người. Một là Tưởng Giới Thạch. Hai là Đới Lạp, người sau này sẽ trở thành Thiếu tướng, Tổng cục trưởng Tổng cục Tình báo - Đặc vụ trong chính phủ Trung Hoa Dân Quốc do Tưởng Giới Thạch đứng đầu. Mối giao hảo của Tưởng và Đỗ bắt đầu từ năm 1912, ngay sau khi Tưởng Giới Thạch vừa trở về từ Nhật Bản.
Hai bên thiết lập liên minh chính trị trong những năm Nội chiến Trung Quốc, Đỗ tích cực ủng hộ vụ Thảm sát Thượng Hải ngày 12 tháng 4 năm 1927. Vụ thảm sát đánh dấu sự chấm dứt Liên minh Quốc-Cộng lần thứ nhất, Đỗ Nguyệt Sênh đã được Tưởng Giới Thạch phong quân hàm Thiếu tướng trong bộ chỉ huy của mình.
Đến tháng 8 năm 1927, Tưởng tái hợp pháp hóa việc buôn bán ma túy tại Thượng Hải, giao cho Đỗ Nguyệt Sênh phụ trách để lấy tiền nuôi lính. Tháng 7/1928, lệnh này buộc phải bãi bỏ vì quần chúng phản đối quyết liệt. Nhưng, nhờ sự thả lỏng chỉ trong 1 năm đó, Đỗ Nguyệt Sênh đã thu lãi ròng 40 triệu nguyên. Núp bóng Tưởng Giới Thạch, Đỗ Nguyệt Sênh dần dần lột xác, tìm cách đánh bóng bản thân và len dần sang chính trị. Năm 1931, Đỗ từ bỏ ngành kinh doanh Cờ bạc, cai nghiện và tuyên bố rời bỏ vị trí "ông trùm Heroin" của Thượng Hải. Bù lại, Đỗ được Tưởng Giới Thạch giao cho kiểm soát Công ty sổ xố quốc gia vừa được thành lập.
Năm 1934, khi Tưởng phát động phong trào "Tân sinh hoạt"  mị dân tuyên sẵn án chung thân hoặc tử hình cho những tên buôn Thuốc phiện thì Đỗ lại quay về lãnh địa cũ, tổ chức lại đường dây buôn lậu Thuốc phiện từ Tứ Xuyên về Thượng Hải theo lệnh của... chính Tưởng. Nhờ có lệnh cấm, cả Quốc dân đảng lẫn Đỗ Nguyệt Sênh đều thu lợi khổng lồ. Thay vì tiêu hủy, bao nhiêu ma túy đủ loại tịch thu được, Quốc dân đảng đều giao hết cho Đỗ Nguyệt Sênh và đường dây của y mang đi tiêu thụ. Chỉ trong 3 năm 1934-1937, nguồn lợi thuốc phiện, ma túy đã đem lại cho Đỗ số lãi gần 500 triệu nguyên, trong khi chi phí y tế của toàn Thượng Hải cùng thời điểm chỉ vào khoảng 1,5 triệu nguyên/tháng.
Lợi nhuận từ việc buôn Thuốc phiện đã giúp Đỗ thành lập và quản lý 3 ngân hàng, 17 công ty thương mại - xuất nhập khẩu, trực tiếp làm Chủ tịch hội đồng quản trị hoặc tham gia Ban lãnh đạo. Ngoài ra Đỗ còn có phần hùn được chia lợi nhuận trong khoảng 70 công ty, nhà máy khác. Tưởng được xưng tụng là "ông chủ của biển Hoa Đông" (Lord of the East China Sea" như tên một bộ phim làm về Đỗ khoảng 60 năm sau đó  - năm 1992). Niên giám Trung Quốc năm 1933 đã mô tả Đỗ Nguyệt Sênh là "cư dân có ảnh hưởng nhất tại nhượng địa Pháp ở Thượng Hải" và là một người nổi tiếng hoạt động vì phúc lợi chung. Đỗ cũng nổi tiếng như một Mạnh Thường quân lớn của hàng loạt bệnh viện, trại dưỡng lão, các hiệp hội nghệ thuật, cha đỡ đầu của nhiều cô nhi viện, trại cứu tế...
Sau Sự kiện Lư Câu Kiều ngày 9/7/1937, quân Nhật hoành hành khắp Hoa Nam, Hoa Đông, lên tận Hoa Bắc, kiểm soát cả Bắc Kinh. Chính phủ Trung Hoa Dân Quốc và quân đội Quốc Dân Đảng cũng vì thế mà chia rẽ nghiêm trọng. Bộ phận hợp tác với Nhật tiếp tục ở lại tại chỗ. Bộ phận kháng Nhật theo Tưởng Giới Thạch về Trùng Khánh lập chính phủ mới, vừa kháng Nhật vừa chống Đảng Cộng sản Trung Quốc. Trung thành với Tưởng, Đỗ Nguyệt Sênh cũng rời Thượng Hải lui về Trùng Khánh. Tại đó, Thiếu tướng cố vấn chính phủ Đỗ Nguyệt Sênh tiếp tục trở thành một Mạnh Thường Quân "nổi tiếng hào phóng", đứng đầu một số tổ chức từ thiện, cứu tế được Quốc Dân đảng lập ra trong vùng đặt chính phủ, mục đích để thu hút sự ủng hộ của dân chúng. Nhưng khi vừa tạm ổn, được sự đồng thuận của Tưởng Giới Thạch, Đỗ lại tiếp tục xây dựng nên những con đường ma tuý mới, lấy đó làm nguồn kinh tài quan trọng nuôi sống chính phủ của Tưởng. Nhờ sự tổ chức và giúp đỡ về mặt kỹ thuật của Đỗ, hầu hết lực lượng quân đội trong các địa phương do Quốc dân đảng kiểm soát đều tham gia vào việc kinh doanh ma tuý. Nhiều đơn vị quân đội hầu như chỉ làm mỗi một việc là đi thu gom thuốc phiện thô từ các vùng núi rừng heo hút ở Tây và Nam Trung Quốc để làm nguyên liệu bào chế heroin. Những nhà hoá học gốc Triều Châu giỏi nhất cũng theo ông chủ Đỗ Nguyệt Sênh về Tứ Xuyên tiếp tục sự nghiệp điều chế heroin. Đỗ thu gom hết, gửi về Thượng Hải, sang Hong Kong và từ đó xuất sang Hoa Kỳ.
Khi Chiến tranh Trung-Nhật bùng nổ năm 1937, Toàn bộ công việc làm ăn Đỗ giao lại hết cho con trai lớn. Cuối năm 1938, Đỗ bỏ sang Hồng Kông, tạo dựng cơ hội mới. Theo tính toán của Đỗ, Hồng Kông là nhượng địa của Anh, chiến tranh thế giới thứ hai hầu như không ảnh hưởng đến nó. Mang theo một đám tay chân tin cậy từ Thượng Hải, quy tụ thêm thành viên Thanh Bang hội tại Hồng Kông, Đỗ gầy dựng lại một đế chế Thanh Bang mới tại nhượng địa. Đỗ tự coi mình là ông trùm đầu tiên thế hệ chữ Ngộ, làm lễ khai sơn môn tại Hồng Kông vào giữa năm 1939. Đỗ gầy dựng thanh thế Thanh Bang thế hệ chữ Ngộ trên đất Hồng Kông suốt gần 8 năm. Chiến tranh thế giới thứ hai kết thúc, thấy phe Trung Quốc Quốc dân Đảng chống Nhật của Tưởng mạnh lên, Đỗ lại quay lại Thượng Hải, hy vọng dựa uy thế của Tưởng để có thể khôi phục lại hào quang và những quyền lợi vương giả một thời.
Nhưng Đỗ đã lầm. Khi tình trạng hỗn loạn thời chiến kết thúc, Tưởng Giới Thạch - trong vai trò người đứng đầu chính phủ - không thể tiếp tục với các mối giao hảo giang hồ và những trò thu gom quyền lực bằng biện pháp vô chính phủ. Tưởng đã đồng ý cho con trai (với người vợ cả) là Tưởng Kinh Quốc phát động và lãnh đạo Ủy ban ban bài trừ ma túy Quốc gia. Tưởng Kinh Quốc đã cho tịch thu tài sản, bắt bỏ tù tên trùm buôn lậu ma túy lớn nhất Thượng Hải lúc bấy giờ. Không ai khác, đó chính là con trai của Đỗ Nguyệt Sênh. Nguồn ngân quỹ của Hội cứu tế, Hội Chữ thập đỏ, Hội ái hữu công nhân Thượng Hải, Xổ số quốc dân... bao nhiêu năm qua  cũng bị Tưởng Kinh Quốc cho điều tra.
Không bao lâu, Trung Quốc Quốc dân Đảng bắt đầu mất dần lợi thế trước trước sự lớn mạnh và sự tấn công như vũ bão của Giải phóng quân Nhân dân Trung Quốc. Từng tiếp tay cho Tưởng, Thanh Bang hội không còn đất sống khi lãnh địa Trung Quốc Quốc dân Đảng teo tóp dần.

### Lưu vong
Trong khi Chính phủ Trung Quốc Quốc dân Đảng sang Đài Loan. Tháng 4 năm 1949, Đỗ lại sang Hồng Kông. Có nhiều nguồn tư liệu khác nhau về cuộc sống của ông thời kỳ này, một số cho rằng ông sống trong Khu ổ chuột, số khác lại cho rằng ông đã gầy dựng được một nguồn quỹ riêng đáng kể. Dù dần trở nên mù lòa, và có lẽ cũng bị lão hóa, Đỗ cho rằng có thể trở về Đại lục năm 1951. Nhưng ông chết vì bệnh tại Hồng Kông, rõ ràng là do nghiện thuốc phiện lâu ngày, trong khi đang lên kế hoạch trở về đại lục. Ông được chôn cất tại Tịch Chỉ, ngoại ô Đài Bắc, Đài Loan.

## Trong văn hóa đại chúng
Trong nhiều năm, Đỗ Nguyệt Sanh và những công trình nghiên cứu về ông chính thức bị cấm tại Trung Quốc vì cho rằng chúng có thể khuyến khích tội phạm. Những ấn bản về tiểu sử của ông đều bị cấm đoán, và các tác giả và nhà xuất bản bị bắt giữ. Nhưng gần đây, những nghiên cứu về Đỗ đã trở nên phổ biến hơn, dù lệnh cấm chính thức vẫn chưa được bãi bỏ hoàn toàn.
- Bộ phim Thượng Hải hoàng đế thái nguyệt phong vân (Trung: 上海皇帝之歲月風雲) năm 1993 phần nào dựa trên cuộc đời Đỗ. Lữ Lương Vĩ thủ vai Đỗ trong phim.
- Bộ phim Trung Quốc Kiến quốc đại nghiệp năm 2009 cũng có nhân vật phụ Đỗ Nguyệt Sanh, do đạo diễn Phùng Tiểu Cương thủ vai.
- Tiểu thuyết White Shanghai của Elvira Baryakina (Ripol Classic, 2010, ISBN 978-5-386-02069-9) kể lại quá trình vươn lên giành quyền lực của Đỗ Nguyệt Sanh.
- Bộ phim Kiêu hùng _Lord Of Shanghai năm 2015 do TVB HongKong sản xuất do Huỳnh Thu Sinh thủ vai chính nói lên một phần cuộc đời của Đỗ.